# Кущолюбка трансильванська
Кущолюбка трансильванська (Pholidoptera transsylvanica) — вид прямокрилих комах родини коників (Tettigoniidae).

## Поширення
Вид поширений в Словаччині, Угорщині, Україні, Румунії та Сербії. В Україні трапляється в Карпатах. Мешкає на узліссях, галявинах, чагарниках і лугах поблизу лісів, від низовин (180 м над рівнем моря в південно-східній Словаччині та на Закарпатті) до субальпійської зони (2300 м над рівнем моря в Румунії).